# Wolfgang Hurnik
Wolfgang Hurnik (* 5. Januar 1950) war von 2001 bis 2015 Vizepräsident des Rechnungshofs von Berlin.

## Laufbahn
Von 1969 bis 1974 studierte er Rechtswissenschaften an der FU Berlin.
In den Jahren 1975 bis 1977 war er Referendar beim Kammergericht Berlin.
Zwischen 1975 und 1978 arbeitete er als Wissenschaftlicher Assistent an der Freien Universität Berlin.
Von 1978 bis 1981 war er Richter am Amtsgericht und von 1982 bis 1986  Richter am Verwaltungsgericht in Berlin.
In den Jahren 1986 bis 2001 war er als Leitender Magistratsdirektor  Leiter des Rechtsamts beim Bezirksamt Steglitz von Berlin.
Von 2001 bis 2015 war er Vizepräsident des Rechnungshofs von Berlin und Vorsitzender des Arbeitskreises Rundfunk der Rechnungshöfe von Bund und Ländern. In den Jahren 2007 bis 2011 war er als Vertreter des Landes Berlin Mitglied in der Kommission zur Ermittlung des Finanzbedarfs der Rundfunkanstalten (KEF).